# Édouard Bussat
Pour les articles homonymes, voir Bussat.
Édouard Bussat est un homme politique français né le 30 août 1863 à Paris et mort le 26 août 1938 à Thonon-les-Bains (Haute-Savoie), oncle de René Fiquet, ancien président du Conseil municipal de Paris (1933-1934).

## Biographie
Travaillant comme cadre du privé dans des distilleries, élu dans la vague nationaliste de 1900, il est conseiller municipal de Paris pour le quartier de La Chapelle (18e arrondissement), secrétaire de l'Assemblée municipale de 1901 à 1902 puis vice-président du conseil municipal en 1903. Il se rapproche peu à peu d'un radicalisme modéré et gouvernemental.
En 1902, il se présente aux élections législatives, mais échoue. Il se représente en 1906, et est ainsi député de la Seine de 1906 à 1914, date à laquelle il est battu par le socialiste Marcel Cachin, puis de 1919 à 1932, siégeant avant guerre sur les bancs radicaux, puis au groupe d'Action républicaine et sociale après la guerre et enfin de la Gauche républicaine démocratique qui se situent au centre droit. Battu en 1932 par le socialiste Barthélemy Montagnon, il se retire de la vie politique active.

## Sources
1. ↑  Georges et Edouard Bonnefous, Histoire politique de la Troisième République, Paris, PUF, 1960 et sq.

- « Édouard Bussat », dans le Dictionnaire des parlementaires français (1889-1940), sous la direction de Jean Jolly, PUF, 1960 [détail de l’édition]